# Бюдденштедт
Бюдденштедт (нем. Büddenstedt) — община в Германии, в земле Нижняя Саксония.
Входит в состав района Хельмштедт. Население составляет 2802 человека (на 31 декабря 2010 года). Занимает площадь 19,54 км².
Община подразделяется на 4 сельских округа.
| Год  | Население |
| ---- | --------- |
| 1990 | 3590      |
| 1995 | 3592      |
| 2000 | 3368      |
| 2005 | 3148      |
| 2010 | 2859      |